# Babes in Toyland (band)
Babes in Toyland is een Amerikaanse punkband die in 1987 werd opgericht in Minneapolis.

## Geschiedenis
De band werd opgericht door Kat Bjelland (zang en gitaar), Lori Barbero (drums) en Michelle Leon (bas). Courtney Love speelde tijdelijk in de band, maar werd na een ruzie de band uitgezet. Hierna richtte zij de band Hole op.
Tussen 1990 en 1995 nam de band drie studioalbums op. Hun succesvolste album was Fontanelle uit 1992. In 2001 viel de band uiteen. In 2014 kwam de groep echter weer bij elkaar voor een aantal Europese concerten.

## Discografie

### Studioalbums en extended-plays
| Jaar | Titel            | Type        | Label             |
| ---- | ---------------- | ----------- | ----------------- |
| 1990 | Spanking Machine | Studioalbum | Twin Tone Records |
| 1991 | To Mother        | Ep          | Southern Records  |
| 1992 | Fontanelle       | Studioalbum | Reprise Records   |
| 1993 | Painkillers      | Ep          | Reprise Records   |
| 1995 | Nemesisters      | Studioalbum | Reprise Records   |

### Compilatiealbums
| Jaar | Titel                                         | Label                  |
| ---- | --------------------------------------------- | ---------------------- |
| 1992 | The Peel Sessions                             | Strange Fruit Records  |
| 1994 | Dystopia                                      | Insipid Records        |
| 2000 | Lived                                         | Almafame               |
| 2000 | Devil                                         | Almafame               |
| 2000 | Viled                                         | Almafame               |
| 2000 | Natural Babe Killers                          | Recall Records         |
| 2001 | Collectors Item                               | Digimode Entertainment |
| 2001 | The Further Adventures of Babes In Toyland    | Fuel 2000 Records      |
| 2004 | The Best of Babes In Toyland and Kat Bjelland | Warner Music           |

### Singles
| Jaar | Titel               | Album            | Label             |
| ---- | ------------------- | ---------------- | ----------------- |
| 1989 | Dust Cake Boy       | Spanking Machine | Treehouse Records |
| 1990 | House               | (Geen)           | Sub Pop           |
| 1991 | Handsome and Gretel | Fontanelle       | Insipid Records   |
| 1992 | Bruise Violet       | Fontanelle       | Southern Records  |
| 1993 | Catatonic           | To Mother        | Insipid Records   |
| 1995 | Sweet '69           | Nemesisters      | Reprise Records   |
| 1995 | We Are Family       | Nemesisters      | Reprise Records   |